# Малый Сундырь (Марий Эл)
Малый Сундырь — ликвидированное в 1980 году село в Горномарийском районе Республики Марий Эл России. Входило в состав Виловатовского сельского совета.
Сохранилось Малосундырское кладбище.

## География
Располагалось на левом берегу р. Малая Сундырка, в низине у подошвы Сторожевой (Сундырской) горы, в 10 км от центра сельсовета села Виловатово, в 21 км (по дороге через Носелы) от города Козьмодемьянска.

## Топоним
Село известно под такими названиями, как Малый Сундырь, Околодок Церковный, Изи Шындыр, Попсола, Церкысола, Шындырлап.
Марийское название села восходит к гидрониму Изи Шындыр: «изи» — малая, «шындыр» — «шын» — река, водный источник, «дыр» / «тыр» — край, берег). От того же топонимического компонента «шындыр», с присоединением «лап» — низина — происходит ойконим «Шындырлап».
Неофициально, сами жители село называли Попсола и Церкысола, где окончание «сола» — деревня, а начальное это «поп» — священник, «щеркы — церковь». В селе проживали священники, была церковь.
После возведения в 1754 году деревянной церкви во имя Святой Троицы в официальных документах бывшая марийская деревня Аказина стала обозначаться селом «Малый Сундырь Троицкое Акозино тож» или «Акозино Малый Сундырь Троицкое».

## История
Расселено в 1980 году. Территория попала в зону затопления при поднятии уровня водохранилища Чебоксарской ГЭС.

## Уроженцы
- Маюк-Егоров Алексей Иванович (1905—1938) — актёр, первый марийский режиссёр-профессионал[2].
- Семён Иванович Ванюков — лётчик военной и гражданской авиации, Герой Социалистического Труда.

## Инфраструктура
В год упразднения села была развитая социальная инфраструктура и экономика. Действовали: школа, почта, медпункт, магазин, ветеринарный пункт. Было развито сельское хозяйство: у жителей были сады, огороды, жилые и хозяйственные строения; к селу примыкали совхозный огород, поля и луга.